# Dr Kenneth Kaunda
Dr Kenneth Kaunda (dawniej Southern) – dystrykt w Republice Południowej Afryki, w Prowincji Północno-Zachodniej. Siedzibą administracyjną dystryktu jest Klerksdorp.
Dystrykt dzieli się na gminy:
- Ventersdorp
- Tlokwe
- City of Matlosana
- Maquassi Hills